# Município de Fairview (condado de Buncombe, Carolina do Norte)
Localização da Carolina do Norte nos E.U.A.
O município de Fairview (em inglês: Fairview Township) é um município localizado no  condado de Buncombe no estado estadounidense da Carolina do Norte. No ano 2010 tinha uma população de 11.111 habitantes.

## Geografia
O município de Fairview encontra-se localizado nas coordenadas 35° 31′ 33,42″ N, 82° 24′ 10,43″ O.